# Dūrdīn
Dūrdīn (persiska: دوردین, Deh Radīn) är en ort i Iran.   Den ligger i provinsen Kerman, i den sydöstra delen av landet, 1 000 km sydost om huvudstaden Teheran. Dūrdīn ligger 1 983 meter över havet och antalet invånare är 130.
Terrängen runt Dūrdīn är huvudsakligen kuperad, men åt sydost är den bergig. Runt Dūrdīn är det glesbefolkat, med 14 invånare per kvadratkilometer. Närmaste större samhälle är Derījān, 13,2 km sydost om Dūrdīn. Omgivningarna runt Dūrdīn är i huvudsak ett öppet busklandskap.